# Mural Hofgeest
De Mural Hofgeest is een kunstwerk in Amsterdam-Zuidoost.
Het kunstenaarscollectief RUA (Reflexo on Urban Art) kreeg de opdracht de eentonige hoogbouwflats in de H-buurt in de Amsterdamse wijk na een renovatiebeurt op te fleuren. Bij dat collectief was toen Braziliaans streetartartiest Speto (Sao Paulo, 1971) aangesloten. Deze wandelde in de wijk bekeek de flats en bewoners, sprak ook met de opdrachtgevers en ging vervolgens aan de slag op een bijna blinde muur van flatgebouw Hofgeest. Die zijgevel bevat slechts een raamgang met kleine ramen in het midden en er lopen twee buizen over de volle hoogte van de flat. Speto en assistent schilderden de flathoge muurschildering in korte tijd vanuit een hoogwerker. Speto was een laatste kunstenaar uit RUA, die aan zijn karwei begon. Hij schilderde een meisje met kleurige haarband. Andere kunstenaars uit RUA namen andere delen van de flat voor hun rekening zoals de onderdoorgangen onder de flat en bijgebouwtjes.